# Nou Barris
Nou Barris ("Nove quartieri") è un distretto di Barcellona situato all'estremo nord della città, tra la montagna di Collserola e l'Avinguda Meridiana. Attualmente è formato da quattordici quartieri: Can Peguera, Canyelles, Ciutat Meridiana, Guineueta, Porta, Prosperitat, Roquetes, Torre Baró, Torre Llobeta, Trinitat Nova, Turó de la Peira, Vallbona, Verdum e Vilapicina.  Questi quartieri sono cresciuti demograficamente lungo tutto il XX secolo, specialmente tra gli anni Cinquanta, Sessanta e Settanta.

## Storia
Nel 1998 il distretto aveva una superficie di 800.2 ettari e una popolazione di 168.837 abitanti, in poco più di sei anni il distretto ha perso quasi trentamila abitanti. Negli ultimi anni però il distretto è diventato nuovamente la meta degli immigrati stranieri, grazie anche ai prezzi relativamente bassi delle abitazioni. Questo ha portato ad una notevole trasformazione etnica della rete dei negozi. Attualmente il distretto di Nou Barris conta il più alto numero di abitanti di etnia gitana dell'area metropolitana di Barcellona e inoltre ospita le più grandi comunità cittadine di immigrati di nazionalità filippina, pachistana ed ecuadoriana.
Durante gli anni Novanta, il tasso di analfabetizzazione scese dal 26.7% del 1991 al 23.1% del 1996, si registrò inoltre un forte aumento dei diplomati sia nelle scuole secondarie che in quelle superiori. In quanto alla diffusione del catalano, a metà degli anni Novanta era già capito dal 92.8% della popolazione e due terzi della popolazione lo parlavano.
Politicamente, il distretto ha attraversato una forte attività di associazione di vicinato durante tutto il franchismo, in risposta all'urbanesimo disordinato e agli squilibri del grande sviluppo degli anni sessanta e settanta.
Durante la democrazia il distretto è stato un granaio di voti per il partito socialista catalano, superando abitualmente più del cinquanta per cento delle preferenze.
Il nome del distretto fu scelto nel 1984 quando il comune di Barcellona approvò una nuova divisione territoriale della città, usando la denominazione della prima associazione di vicinato della zona agli inizi degli anni settanta. Si pensa che il nome fosse stato scelto perché una parte importante di Nou Barris era all'interno dell'antico Districte 9, con parte dell'attuale distretto di Sant Andreu.

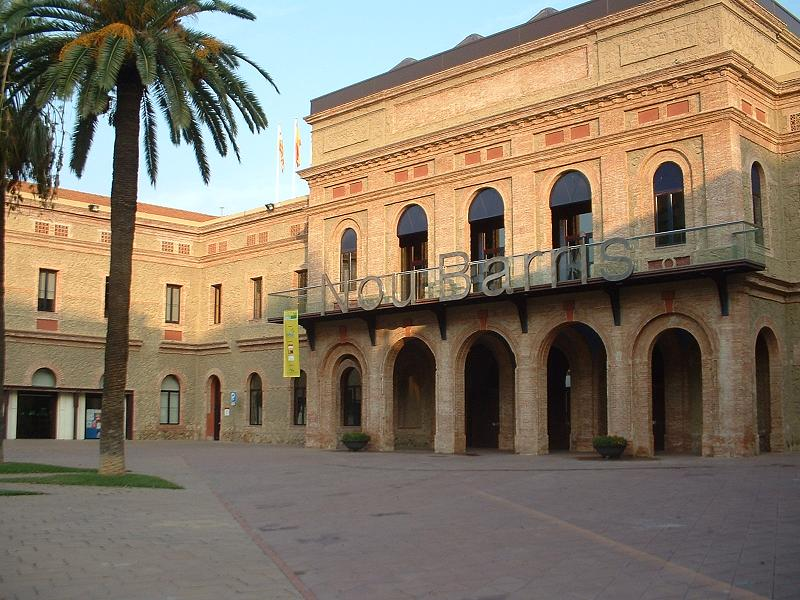
La sede del distretto di Nou Barris

Una delle costruzioni più imponenti del distretto fu l'inizialmente chiamato Manicomio de la Santa Cruz e conosciuto più recentemente fino alla sua chiusura nel 1986 come istituto mentale della Santa Creu, attuale sede del distretto. La costruzione originale fu progettata dal Dr. Emili Pi i Molist (1824-1892) e dall'architetto Josep Oriol Bernadet (1811-1860), fu uno dei maggiori esempi di architettura manicomiale "morale" d'Europa. L'edificio permase integro fino a 1970 e il suo valore patrimoniale era molto più alto che altri progettati da Oriol e Bernadet. La costruzione iniziò nel 1886 e terminò solo verso il 1910-1915. L'edificio era circondato da 120 ettari sui quali a partire dal 1955 si iniziarono a edificare Guineueta, Canyelles, parte di Verdun e la zona di Peguera. Dal 2001 un centro sociale autogestito si occupa di quello che resta dell'area verde.
Attualmente l'edificio è usato come sede del consiglio municipale e archivio municipale del distretto, oltre ad ospitare la biblioteca popolare che è una delle più grandi di tutta la città.

## Quartieri di Nou Barris
Anche se il nome del distretto di Nou Barris significa Nove Quartieri attualmente è composto da ben tredici.

Barris del distretto di Nou Barris

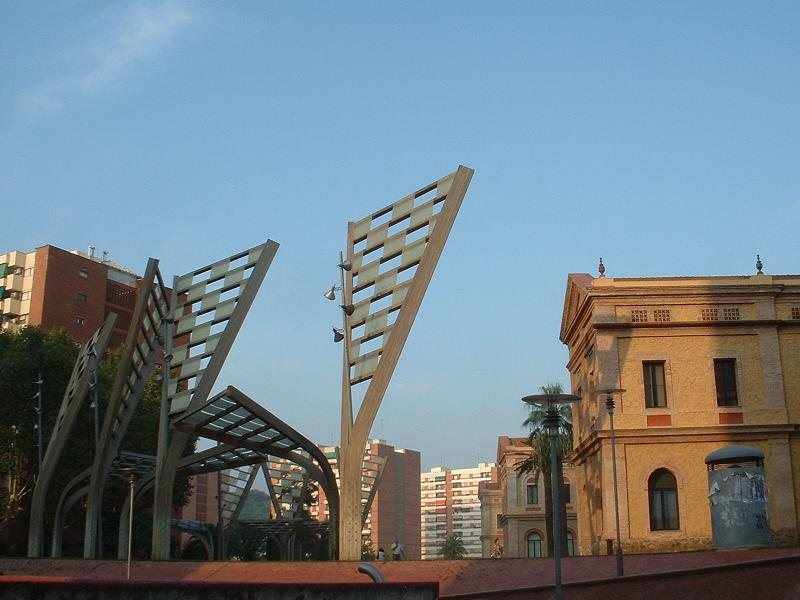
Parc Central de Nou Barris

| Codice | Nome del quartiere            | Popolazione (2009) | Superficie (ha) | Densità (ab./ha) |
| ------ | ----------------------------- | ------------------ | --------------- | ---------------- |
| 44     | Vilapicina i la Torre Llobeta | 25.957             | 56,7            | 457,7            |
| 45     | Porta                         | 23.993             | 84,1            | 285,3            |
| 46     | El Turó de la Peira           | 16.593             | 35,4            | 468,6            |
| 47     | Can Peguera                   | 2.210              | 12,0            | 184,9            |
| 48     | La Guineueta                  | 15.411             | 61,1            | 252,1            |
| 49     | Canyelles                     | 7.359              | 79,3            | 92,9             |
| 50     | Les Roquetes                  | 16.233             | 64,2            | 253,0            |
| 51     | Verdun                        | 12.418             | 23,7            | 523,1            |
| 52     | La Prosperitat                | 26.848             | 59,5            | 451,4            |
| 53     | La Trinitat Nova              | 8.070              | 56,0            | 144,1            |
| 54     | Torre Baró                    | 2.200              | 176,8           | 12,4             |
| 55     | Ciutat Meridiana              | 11.355             | 35,5            | 319,5            |
| 56     | Vallbona                      | 1.314              | 59,8            | 22,0             |
| VIII   | Nou Barris                    | 169.961            | 804,1           | 211,4            |